# Charline Effah
Charline Patricia Effah (sinh năm 1977) là một nhà văn và nhà giáo dục người Gabon sống ở Paris.
Con gái của một luật sư và một giáo viên trường học, cô sinh ra ở Minvoul và lớn lên ở Libreville. Cô tham gia nhà hát tại Théâtre Express ở đó. Một câu chuyện "La prère du petit Maquisard" đã nhận được một giải thưởng trong một cuộc thi dành cho các tác giả trẻ. Cùng năm đó, bài thơ "Eldorado" của cô đã giành chiến thắng trong một cuộc thi được tài trợ bởi Radio Africa No. 1 chương trình Le cœur et la Plume. Cô có bằng thạc sĩ Văn học hiện đại năm 2000  và sau đó lấy bằng tiến sĩ tại Đại học Lille năm 2008  Cô đang làm giáo viên ở Paris.
Vào năm 2015, cô đã nhận được bằng khen cho văn học tại Nuit des Mérites dành cho người châu Phi.

## Tác phẩm được chọn
- Percées et chimères, tiểu thuyết (2011) [6]
- N'être, tiểu thuyết (2014) [1]